# Hanzei
Hanzei, född 336, död 410, var regerande kejsare av Japan mellan 406 och 410.